# Фотокомікс
Фотокомікс (англ. photo comics) — один з різновидів жанру коміксу, в якому замість мальованих зображень використовуються фотографії.

## Інші назви
Вони популярні в Іспанії, Франції, Латинській Америці, де вони називаються фотоновелами (англ. photonovel; англ. fotonovel) та Італії, де їх називають фуметті (англ. fumetti).

## Визначення
Фотокомікс — форма послідовного оповідання, у якій використовуються світлини, а не мальовані ілюстрації, поруч зі звичайними для коміксів умовностями (словесні бульбашки, наративний текст). На фотографіях можуть бути реальні люди в постановчих сценах або ляльки, що позують. Хоча фотокомікси набагато менш поширені, ніж звичайні комікси, вони заповнили певні ніші в різних місцях та різні часи. Наприклад, використовувалися для адаптації кіно- й телетворів у друкованому вигляді, оригінальних мелодрам та медичної освіти.

## Жанри

### Телевізійні й кіноадаптації
У Сполучених Штатах Америки одним із найпоширеніших видів використання фотокоміксів є телевізійні та кіноадаптації, зазвичай скорочені за довжиною. Кадри з фільму відтворюються, часто у простій сітці, але іноді з творчим компонуванням та кадруванням, поверх яких накладаються кулі зі скороченим діалогом зі сценарію. Вони є економічно ефективним способом адаптації фільмів і телесеріалів у комікси без витрат на замовлення ілюстрацій, і були способом для споживачів переглянути кіноісторії до поширення доступного домашнього обладнання для запису та відтворення відео, такого як відеомагнітофони.

### Освіта
Широке поширення фотоновел в іспаномовній культурі робить фотокомікси ефективним засобом зміцнення здоров'я та санітарної освіти. Завдяки невеликому розміру, брошури можна передавати один одному. Як медичні, так і не медичні організації використовували фотокомікси як інформаційні брошури. Фотоновели, що випускаються цими організаціями, подають інформацію в різних ілюстрованих формах, але зазвичай містять короткий виклад ключових моментів.